# Наклад
На́клад, тира́ж — загальна кількість примірників видання однієї назви.
Наклад періодичних видань ( газет, журналів) визначається видавництвом за числом абонентів (включаючи також роздрібний продаж); наклад  книг,  брошур тощо встановлюється видавництвом після вивчення читацького попиту. Зазвичай розрізняють малі наклади (до 15 тис. примірників), середні (до 100 тис. примірників) і масові (понад 100 тис. примірників). Масові наклади у зв'язку з великим обсягом поліграфічних робіт, звичайно, друкують по частинах, званих запусками.

## Розрізняють тиражі
- Річний — сума тиражів видань, що вийшли у світ в аналізованому році в  видавництві, країні, а також сума тиражів усіх випусків періодичного видання за рік.
- Додатковий, або додрукування тиражу — виготовлення незабаром після здачі основного тиражу в книготорговельну мережу в межах того ж календарного року заздалегідь не планувався, на відміну від заводу, додаткового тиражу у зв'язку з незадоволеним попитом. Термін мав велике значення в роки, коли було потрібно відрізняти при виплаті авторської винагороди за твір, який не мало норми тиражу, додруківка від повторного видання. Тоді додрукування тиражу вважався додатковий тираж, виготовлений в межах року випуску основного тиражу, а додатковий тираж, виготовлений в наступному році, навіть при відсутності будь-яких змін, — повторним виданням. Тепер, при виплаті авторської винагороди у вигляді процентної частки від доходу видавництва, час додрукування тиражу значення не має. При фіксованій сумі авторської винагороди, коли за законом потрібно встановити максимальний тираж, додруківка тиражу поверх нього вже буде вважатися повторним виданням, вимагає нового авторського договору і нового авторської винагороди. Для статистики друку тираж книги, виготовлений в наступному після основного тиражу році, вважається повторним виданням. У випускних даних відомості про тираж супроводжують словами в круглих дужках: (додруківка тиражу) або (дод. тираж).
- Загальний — сума тиражів видань, випущених видавництвом (або кількома) за певний період (загальне число примірників в тиражах всіх цих видань).
- Пробний — початковий наклад видання, випущений з метою визначити попит на нього і в разі успіху виготовити додатковий тираж, щоб задовольнити виявити попит, або при невдачі обмежитися витратами тільки на пробний наклад.
- Разовий — тираж одного випуску, номера, томи періодичного видання.
- Середній — частка від ділення суми тиражів усіх розглянутих видань на їх число.

## Цікаві факти
- Найбільший тираж у Біблії — близько 4 млрд екземплярів;[2]
- Найбільший тираж книг був в Агати Крісті — 2 млрд екземплярів (78 детективів були перекладені 44 мовами);[2]